# Улица Спиридоновка
У́лица Спиридо́новка (в 1945—1992 годах Улица Алексе́я Толсто́го) — улица в Пресненском районе Москвы. Начинается от Малой Никитской улицы и проходит на север, поворачивает на северо-запад. Слева от неё отходит Гранатный переулок, справа примыкают Спиридоньевский и Большой Патриарший переулки. Улица пересекает Ермолаевский переулок справа и Вспольный переулок слева. Заканчивается у Садового кольца, выходя на Садово-Кудринскую улицу.

## История

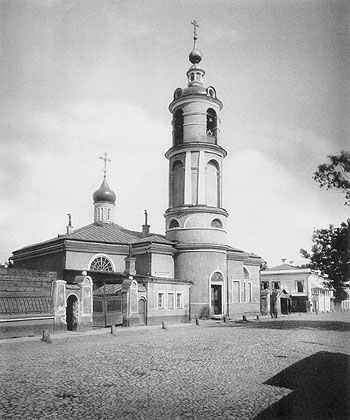
Спиридоновская церковь на Козьем болоте, 1882 год

### XIV—XVIII века
В XIV веке на месте современной улицы Спиридоновки находилось урочище Козье болото. Эта местность, откуда начинались речки Бубна, Кабаниха и ручей Черторый, располагалась между нынешними Тверской улицей, Тверским бульваром, Большой Никитской и Большой Садовой улицами. Как видно из названия, на этой территории местные жители пасли коз. Об этом писал учёный и историк Паоло Джовио, посетивший Москву в XVI веке: «В прилежащих к городу полях водится невероятное количество диких коз и зайцев».
В начале XVII века на бывшем Козьем болоте была построена церковь Спиридона Чудотворца на Козьем болоте. Святитель был выбран не случайно — Спиридон Тримифунтский считается покровителем животноводов и пастухов.
Позднее эта территория была подарена патриарху Гермогену и стала называться Патриаршая Козья слобода. В дальнейшем слобода переходила от одного высшего церковного иерарха к другому. В 1680-х годах Иоаким для осушения местности и разведения рыбы приказал выкопать три пруда, которые стали называться Патриаршими. В XIX веке два пруда были засыпаны и память о них осталась только в названии Трёхпрудного переулка, а один — Большой Патриарший пруд сохранился до настоящего времени.
В начале XVIII века Спиридоновка заканчивалась на большой площади у Никитских ворот, но уже к 1739 году эту территорию застроили жилыми домами и улица приобрела современную извилистую форму. Согласно переписи 1774 года на Спиридоновке было 44 здания, по 21-му на каждой стороне улицы. Большинство из них представляли собой приделы близлежащих церквей и жилища мелких государственных служащих.

### XIX—XX века
Во время пожара 1812 года Спиридоновка, которая была застроена преимущественно деревянными домами, полностью сгорела. Большинство владельцев из мелких чиновников не имели возможности восстановить свои жилища и были вынуждены продать пустующие участки новым хозяевам. Таким образом Спиридоновка была отстроена заново, причём опять из дерева. На сохранившимся плане Москвы 1850 года каменными строениями на Спиридоновке отмечены лишь церковь Спиридона Чудотворца и три особняка. Если до пожара улицу заселяли в основном люди низкого звания, то после него социальный состав жильцов стал разнообразнее. Рядом с мелкими лавками, трактирами, мастерскими и одним из первых в Москве фотоателье располагались дворянские усадьбы и большие дома богатых купцов.
После Октябрьской революции бывшие дома аристократов разделили перегородками на множество мелких комнат и переобустроили в коммунальные квартиры. Среди новых жильцов начали проводить агитацию за снос церкви Спиридона Тримифунтского. Архитектор Пётр Барановский пытался сохранить храм, предлагая устроить в нём рабочий клуб. Однако его усилия не увенчались успехом и в 1930-х годах здание, простоявшее на этой улице более трёхсот лет, снесли. Всё внутреннее убранство и иконы были безвозвратно утеряны.
На месте снесённой церкви через несколько лет был построен жилой дом треста «Теплобетон» в популярном тогда стиле постконструктивизма.
В доме № 4 на Спиридоновке несколько лет проживал писатель А. Н. Толстой. В 1945 году улицу переименовали в его честь. В 1957 году в сквере рядом со Спиридоновкой ему был установлен памятник, а в 1992 году улице вернули историческое название Спиридоновка.

## Современность
В 2015 году в рамках программы «Моя улица» Спиридоновку реконструировали. Была уложена новая плитка, гармонирующая с цветом зданий. Фасады некоторых домов отреставрировали, а остальные покрасили. Вдоль всей улицы запретили парковку и почти в два раза расширили тротуары за счёт уменьшения проезжей части. Была установлена новая система художественной подсветки, а новые фонари стилизовали «под старину».

## Примечательные здания и сооружения

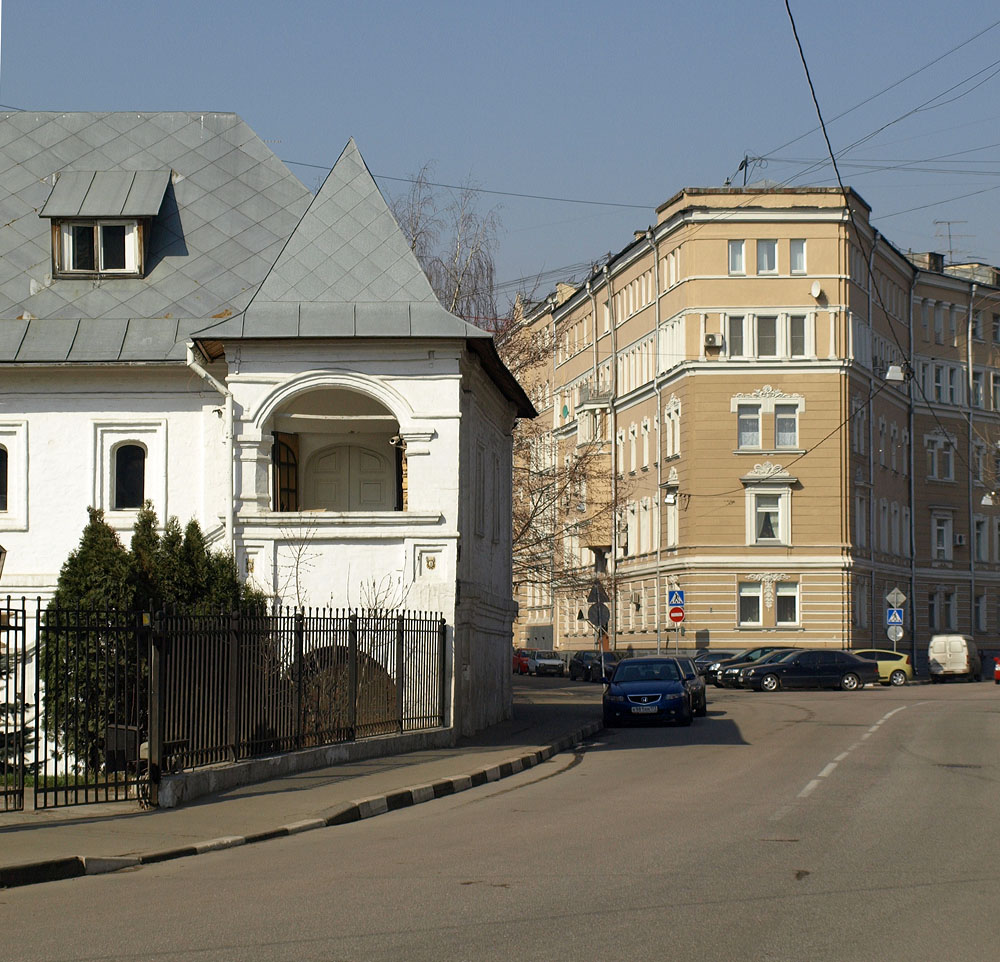
Начало Спиридоновки и стрелка с Гранатным переулком, 2008 год

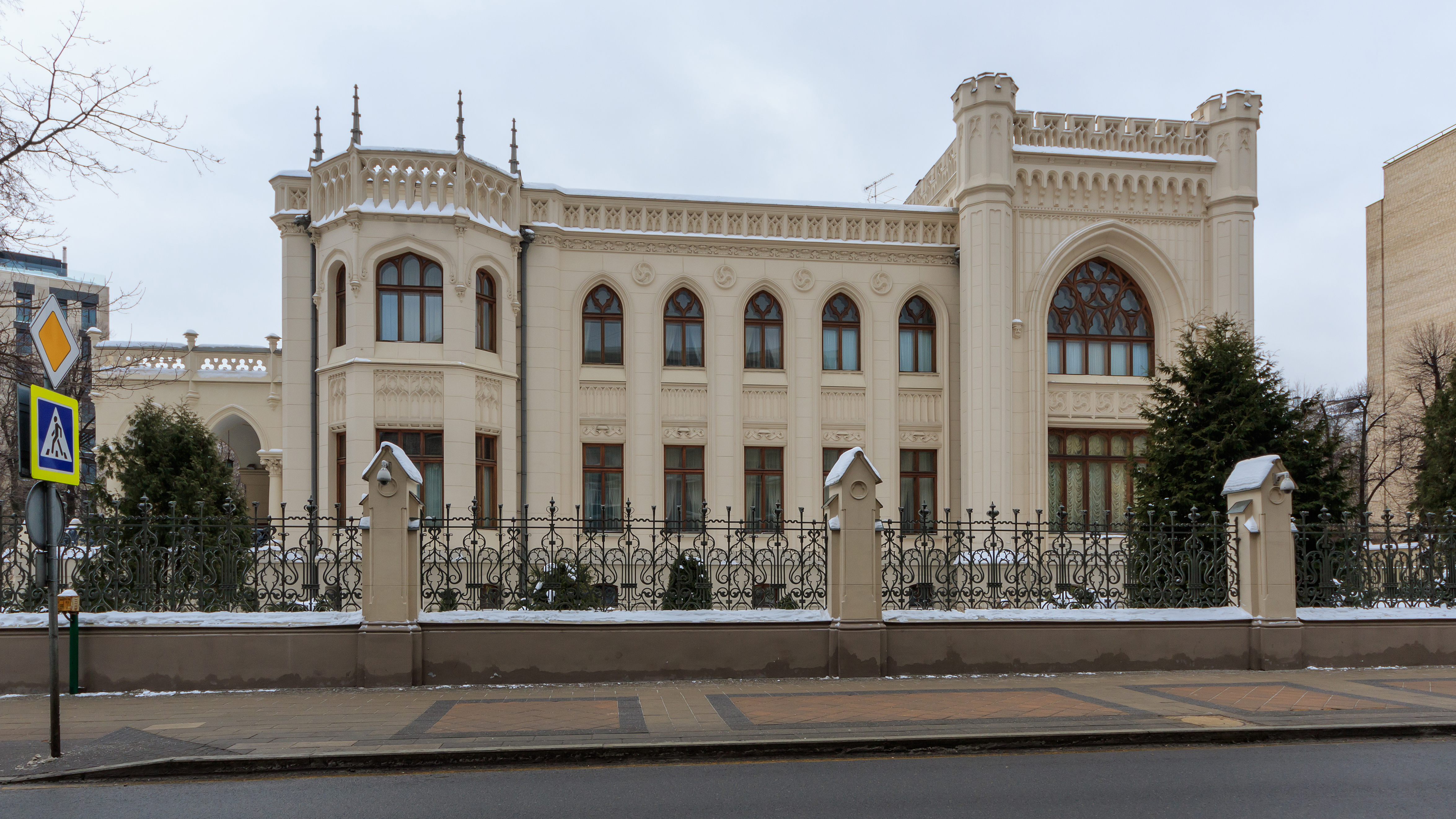
Дом 17 — Особняк Зинаиды Морозовой, 2017 год

### По нечётной стороне
- № 3/5 — Гранатный двор (бывшие мастерские по производству артиллерийских снарядов) — отреставрированные постройки XVI—XVII веков. Культурный слой признан памятником археологии федерального значения. В настоящее время дом занимает Объединение декораторов интерьеров[11].
- № 9/2,  памятник архитектуры (региональный) — жилой дом купца Павлова в стиле ампир. Построен в 1820-е годы, в 1841 году было произведено изменение фасада. Был снесён и заново построен в 1990-е годы[12]. В доме проживали: архитектор Игнатий Залесский, актёры Василий Ванин[13], Михаил Царёв[14], лётчик-испытатель Марк Галлай. На доме в 2006 году установлена мемориальная доска скульптора Игоря Козлова[15].
- № 11, стр. 1,  памятник архитектуры (федеральный) — особняк Беляева Построен в 1902—1904 годах архитектором Иваном Бони в стиле модерн[11][16]. Здание является стилистической парой находящемуся рядом особняку Рябушинского. В настоящее время здесь находится посольство Южной Кореи[17].
- № 13,  памятник архитектуры (вновь выявленный объект) — особняк Гесте. Построен в 1907 году архитектором Сергеем Шуцманом в сочетании неоклассицизма и модерна[18][11]. В настоящее время здание занимает посольство Алжирской республики[19].
- № 15 — бывший дом ЦК КПСС, в котором жили Председатель Президиума Верховного Совета СССР Николай Подгорный[20], маршал Георгий Жуков и член ЦК КПСС Александр Шокин[21]. Автор проекта дома — архитектор А. С. Алимов[22].
- № 17,  памятник архитектуры (федеральный) — Особняк Зинаиды Морозовой. Построен в 1893—1898 годах архитектором Фёдором Шехтелем при участии Ивана Кузнецова, который вёл наблюдение за стройкой; помощников Владимира Адамовича и Ильи Бондаренко; художника Михаила Врубеля, занимавшегося росписью интерьеров[11]. Пострадал от пожара в 1995 году и был позднее восстановлен. В настоящее время — дом приёмов МИД России. До него на этом месте находился особняк поэта Ивана Дмитриева, построенный в 1814—1815 годах по проекту архитектора Александра Витберга[23].
- № 19 — бывший дом ЦК КПСС (построен в 1972 г.), в котором проживали 1-й секретарь Московского горкома КПСС Виктор Гришин, советские государственные деятели Пётр Демичев[24] и Василий Кузнецов (памятная доска)[25].
- № 21,  ЦГФО — доходный дом, построен в 1898 году архитектором Адольфом Эрихсоном[11].
- № 25 — доходный дом, построен в 1911—1913 годах архитектором Карлом Альбрехтом. В этом доме проживала актриса Анастасия Георгиевская[26]. В рамках гражданской инициативы «Последний адрес» на здании была установлена мемориальная табличка в память о востоковеде Борисе Израилевиче Язгуре[27], который был расстрелян НКВД 16 октября 1941 года[28]. Дом № 25 также известен по сериалу «Кухня», где в этом доме был «расположен» ресторан «Claude Monet».
- № 27/24,  памятник архитектуры (вновь выявленный объект) — доходный дом П. А. Скопника, построен в 1906—1908 годах архитектором Густавом Гельрихом. В настоящее время здание занимают Астрономо-геодезическое общество РАН и отделение связи № 1-К-123001[11].

### По чётной стороне

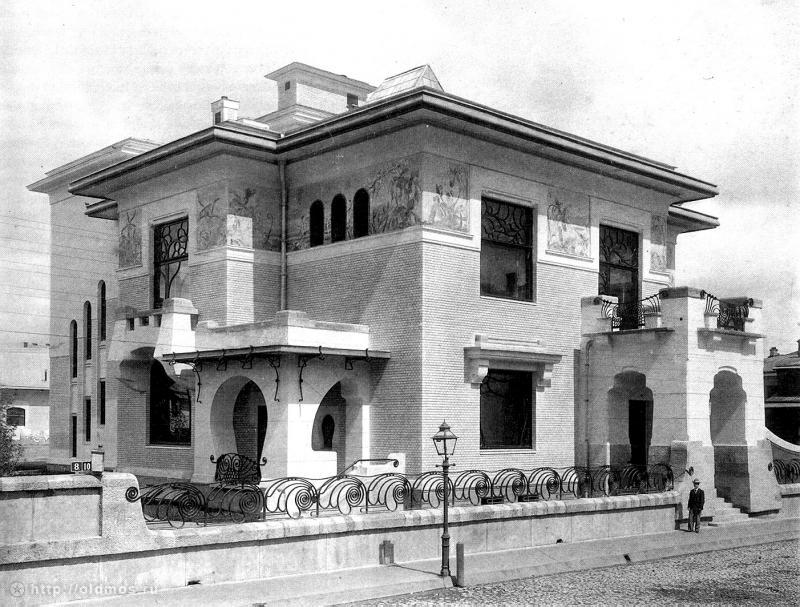
Особняк Рябушинского в 1904 году

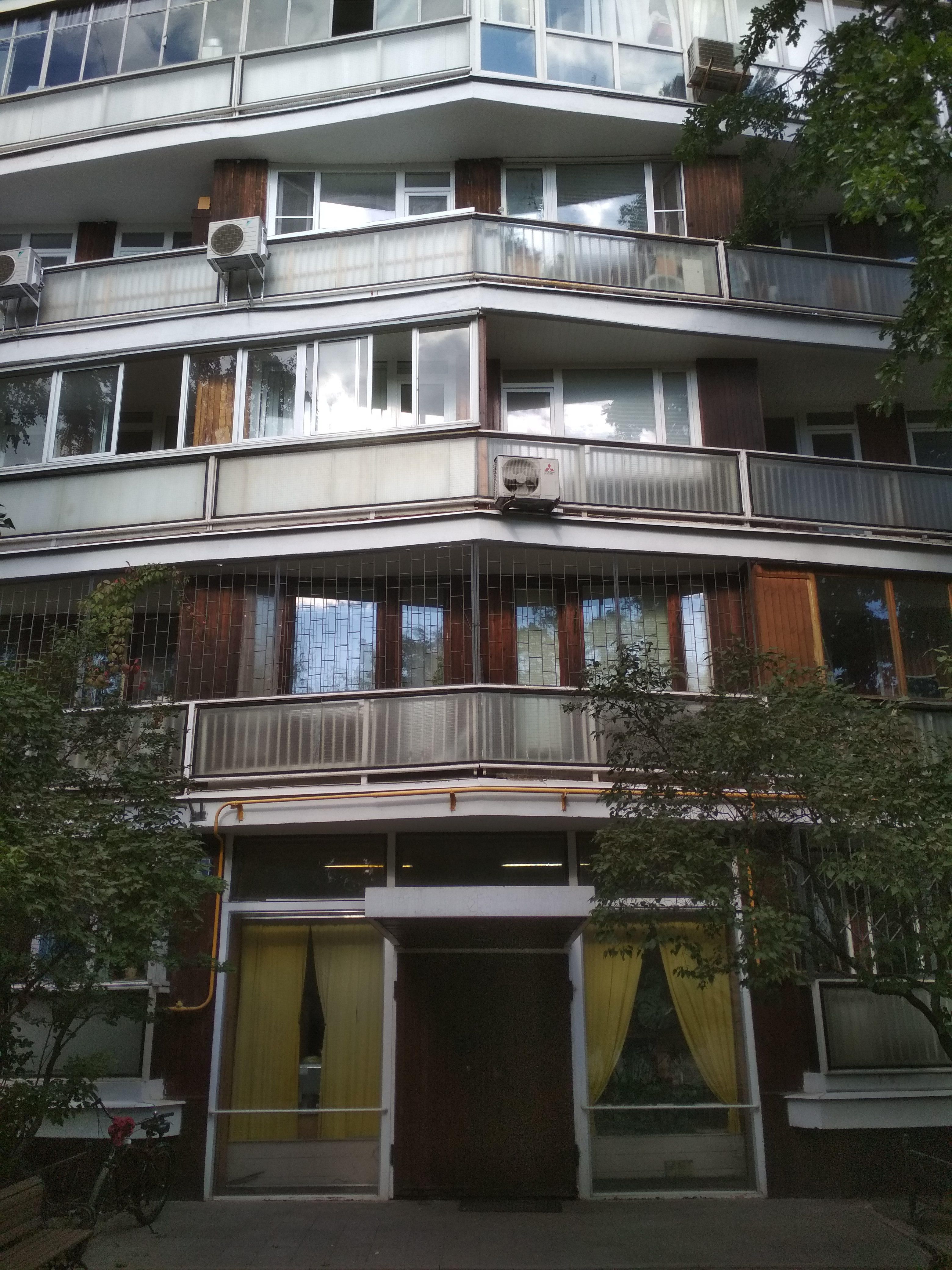
Дом № 8, «актёрский»

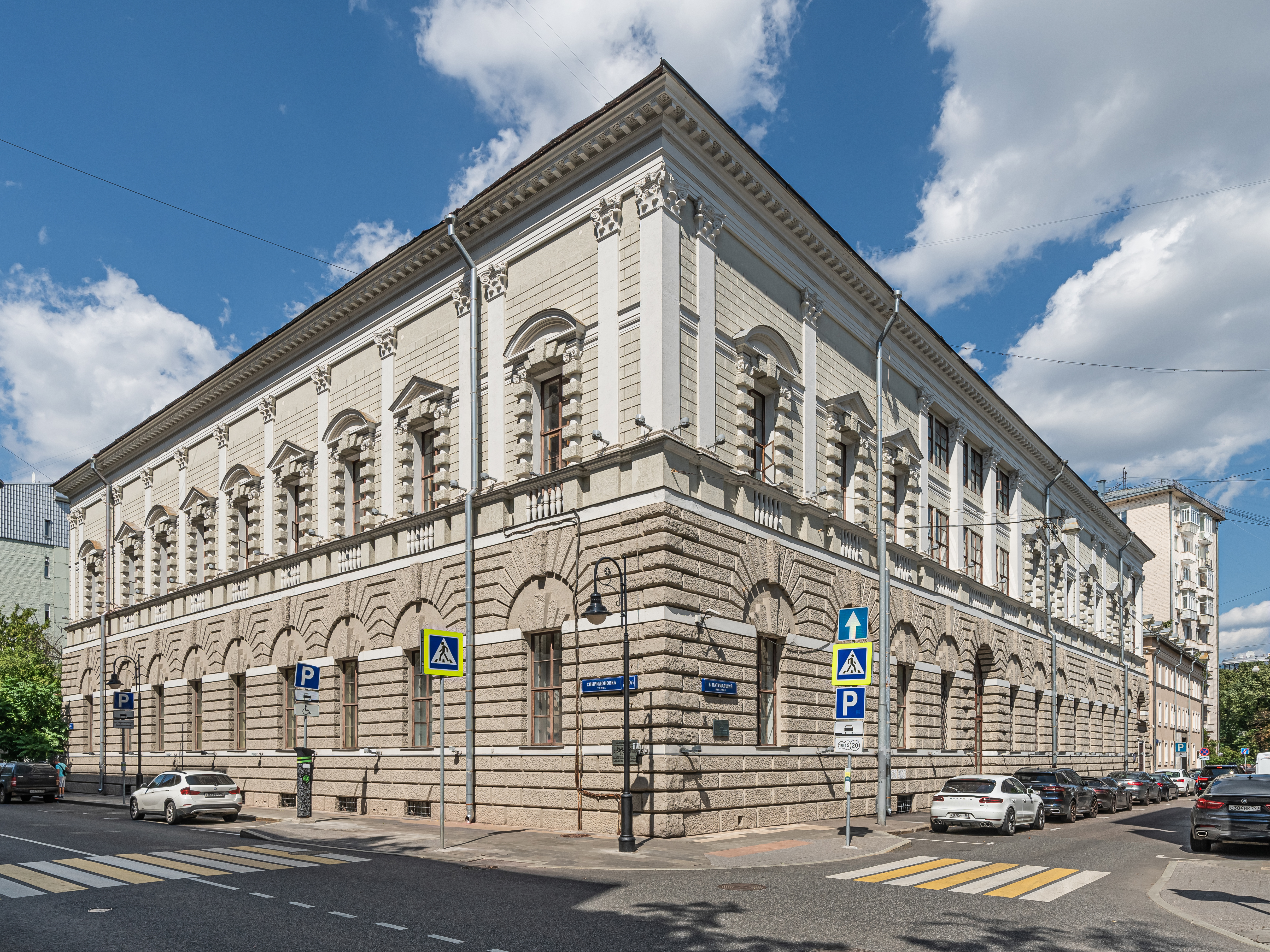
Дом 30/1 — Институт Африки, 2011 год

- № 2/6,  памятник архитектуры (федеральный) — особняк Рябушинского с пристройками. Построен в 1900—1903 годах архитектором Фёдором Шехтелем в стиле модерн. В настоящее время здание занимает музей-квартира Горького[11].
- № 4 — в 1930-х годах во дворе дома размещались редакции журналов «Наши достижения», «СССР на стройке» и «За рубежом»[29]. Также в этом доме находилась последняя квартира писателя Алексея Толстого. В 1957 году на здание была повешена мемориальная доска работы скульптора Сергея Меркурова и архитектора Исидора Француза. В 1987 здесь был открыт Музей-квартира Алексея Толстого. В здании также размещается музыкальный театр «Амадей»[30].
- № 4, стр. 1 — музей Дом иконы, бывший музей-галерея «Новый Эрмитаж-один». С июня 2013 года закрыт[31].
- № 6 — в этом доме на втором этаже в 1903—1904 годах жил поэт Александр Блок[11].
- № 8 — жилой дом (1966 г.). Здесь жили актёры Олег Анофриев[32], Евгений Моргунов[33] и Анатолий Папанов (мемориальная доска работы архитектора Сергея Хаджибаронова установлена в 1991 году)[34]. В 1920-х годах в доме, который носил этот номер, проходила деятельность секты «Единый Храм» под руководством Дмитрия Шульца[35].
- № 10 — жилой дом, построен в 1900 году архитектором Петром Скосыревым на основании дома Клевезаль[36]. Здесь проживал советский партийный и государственный деятель Александр Шелепин[37]. В 1941 году здание настроено. 10 сентября 2017 года на фасаде дома были установлены мемориальные таблички «Последний адрес» в память о юристе Александре Канненберге и его сыне, технике-строителе Анатолии Александровиче[38].
- № 12 — бывшее имение князей Шаховских. По воспоминаниям директора департамента министерства земледелия Фёдора Шлиппе «три особняка постройки начала XIX столетия, из толстых сосновых брусьев на дубовых сваях, без каменного фундамента» в начале XX века «были приобретены С. П. Тарарыкиным, владельцем ресторана Прага на Арбате. В одном из особняков жил князь Волконский, в другом присяжный поверенный Маттерн, а в двухэтажном среднем, в котором внизу жили старушки-княжны Оболенские». В среднем особняке в 1906 году поселилась семья Шлиппе. В советское время здесь был построен 12-этажный жилой дом, в котором с 1984 года жил монгольский политик Юмжагийн Цеденбал[39].
- № 14-16 — доходный дом Петра Бойцова, построен в 1903 году при участии архитектора Алексея Флодина. В настоящее время здание занимает Посольство Греции. В доме проживал архитектор Георгий Кайзер[40], в середине 1920-х годов — актёр и режиссёр Александр Таиров[41]. В рамках гражданской инициативы «Последний адрес» на здании была установлена мемориальная табличка в память об экономисте Михаиле Евстафьевиче Шефлере[42], арестованном НКВД в 1938 году и умершем 5 февраля 1943 года в Усть-Вымском лагере Коми АССР[43]. В базе данных правозащитного общества «Мемориал» есть имя ещё одного жильца этого дома, расстрелянного в годы сталинских репрессий — Масара Иосифа Ивановича[44].
- № 18 — согласно опросному листу от декабря 1919 года, на этом участке находился особняк Александра Самарина. В советское время на его месте находился дом Верховного Совета СССР, в котором проживали секретарь Президиума Верховного Совета СССР Михаил Георгадзе, министр культуры СССР Екатерина Фурцева[45], министр монтажных и специальных строительных работ СССР Борис Бакин[46], министр внешней торговли СССР Н. С. Патоличев[47], военачальники Амазасп Бабаджанян[48], Сергей Штеменко[49] и Виктор Куликов, академик Павел Юдин[50].
- № 22/2,  памятник архитектуры (региональный) — жилой дом Наркомата путей сообщения, построен в 1933—1936 годах архитектором Георгием Волошиновым совместно с Леонидом Поляковым. По этому адресу в 1950-е годы проживала певица Клавдия Шульженко[11].
- № 24/1 — жилой дом треста «Теплобетон» построен в 1932—1936 годах архитектором Ильёй Голосовым на месте бывшей церкви Спиридона Тримифунтского[51][52]. В доме проживали: физик Сергей Вавилов[53], математик Ян Шпильрейн[54].
- № 26 — дом сотрудников ВЦИК, построен в 1926 году по проекту архитектора Александра Зеленко[8].
- № 30/1,  памятник архитектуры (федеральный) — дом Гавриила Тарасова, построен в 1909—1912 годах архитектором Иваном Жолтовским при участии Александра Агеенко, роспись интерьеров осуществлял художник Игнатий Нивинский, роспись плафона и фриза большого зала — Евгений Лансере[11]. В 1920-х годах в здании размещался Верховный суд, в настоящее время здание занимает Институт Африки[55]
- № 34, стр. 1 — доходный дом, построен в 1914 году архитектором Владиславом Домбровским. В настоящее время здание занимает Институт экономической безопасности[56].
- № 36 — особняк, построен в 1912 году архитектором Алексеем Чичаговым[57]
- № 36, стр. 1 — доходный дом Зайченко — Эйбушиц, построен в 1910 году архитектором Николаем Жериховым. Здание получило народное название «Дом с чайками» из-за фриза, выполненного из сине-зелёной плитки с рисунком летящих чаек[58].

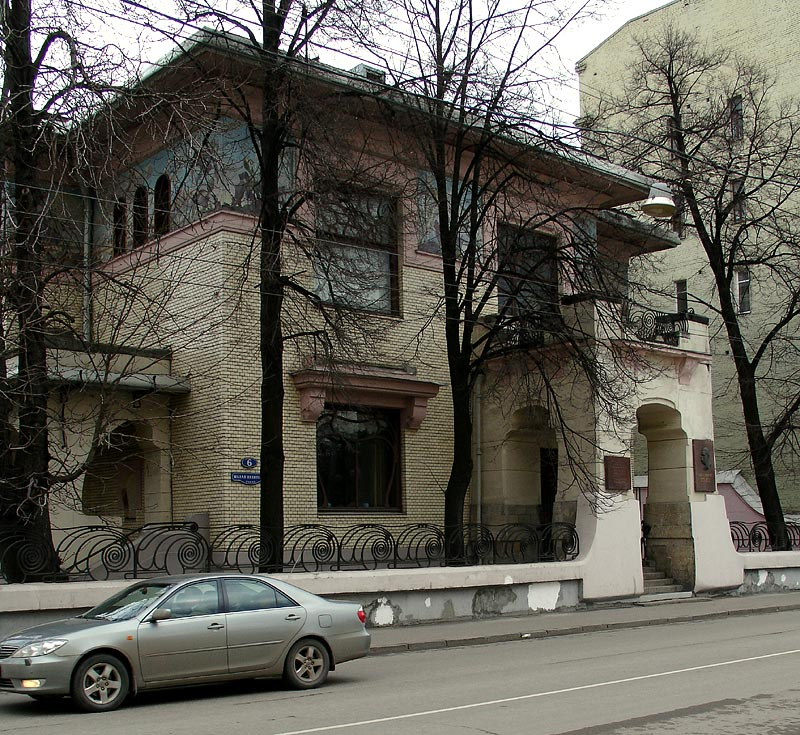
Угол Спиридоновки и Малой Никитской. Особняк Рябушинского
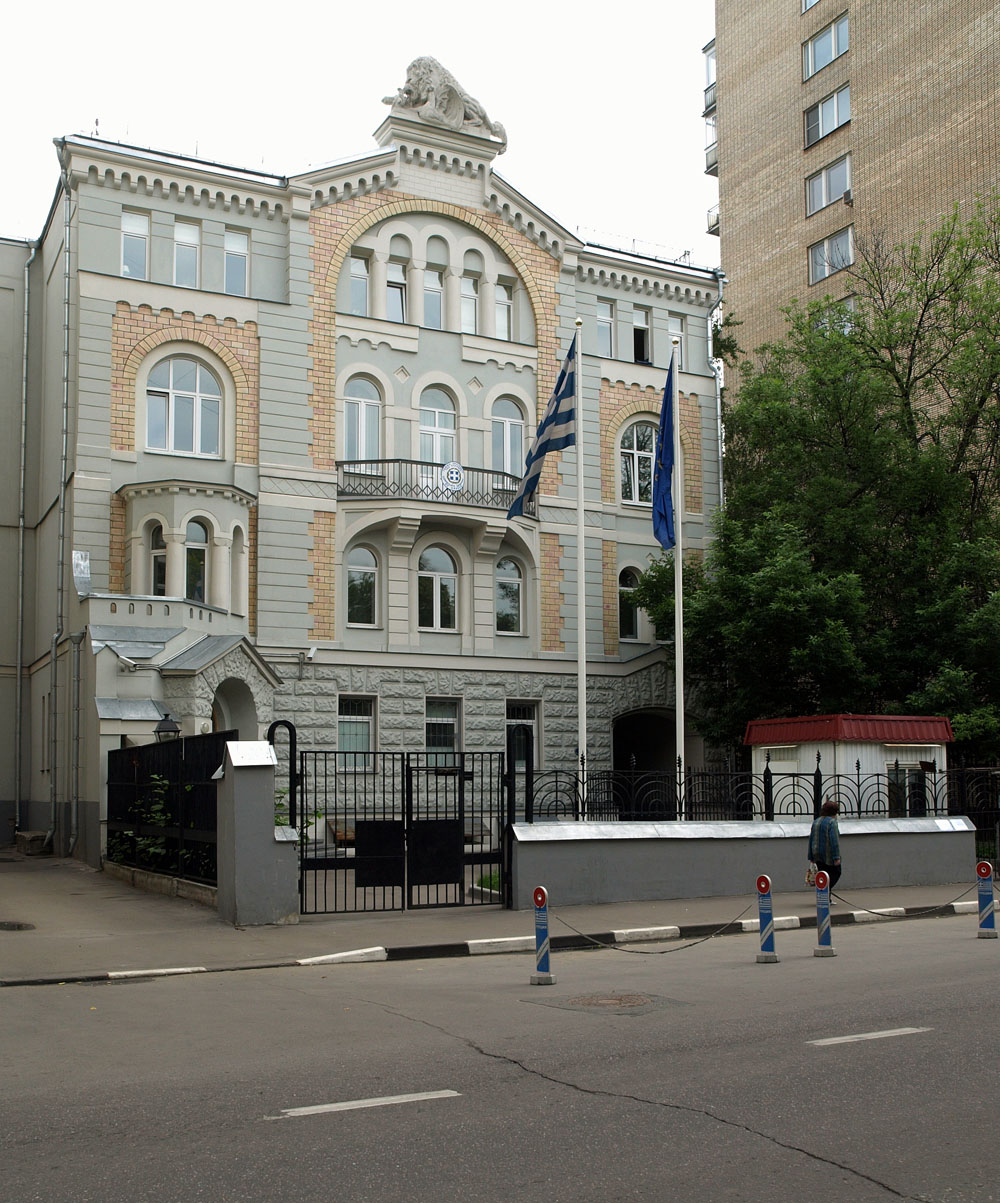
Дом № 14. Здание Генерального консулата Греции
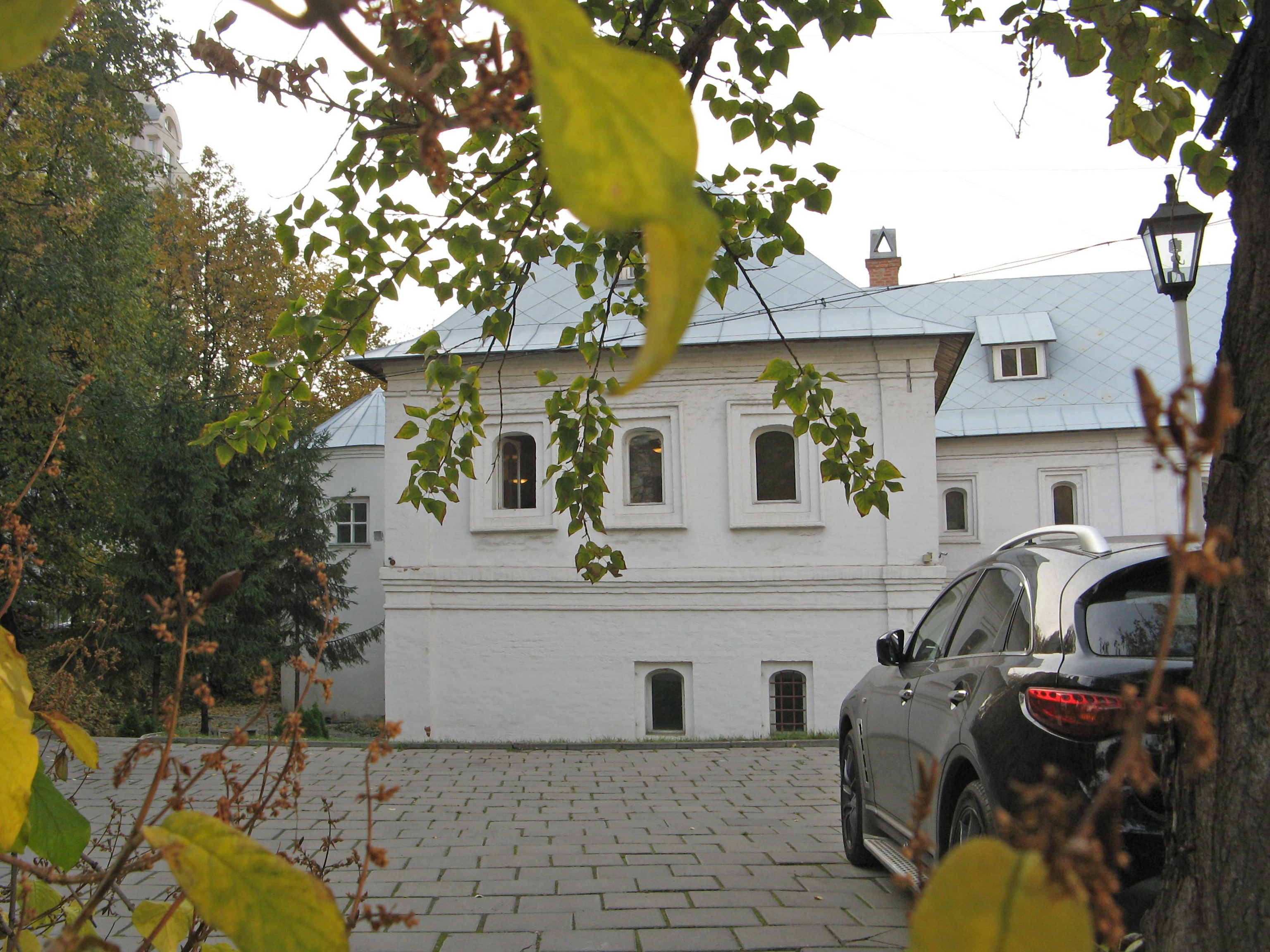
Палаты (Гранатный двор): Спиридоновка ул., дом 3-5, строение 1
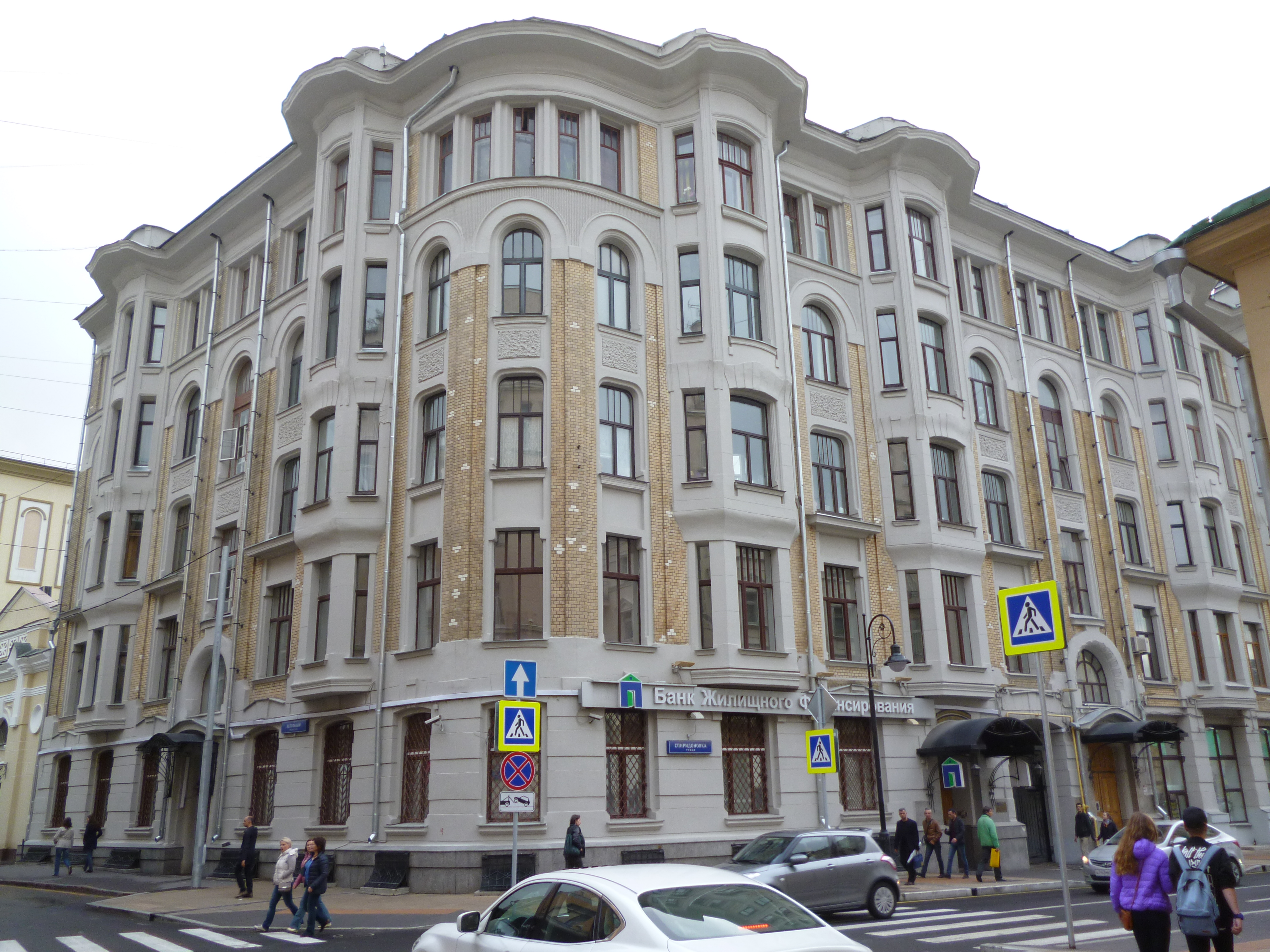
Доходный дом: Спиридоновка ул., дом 27/24
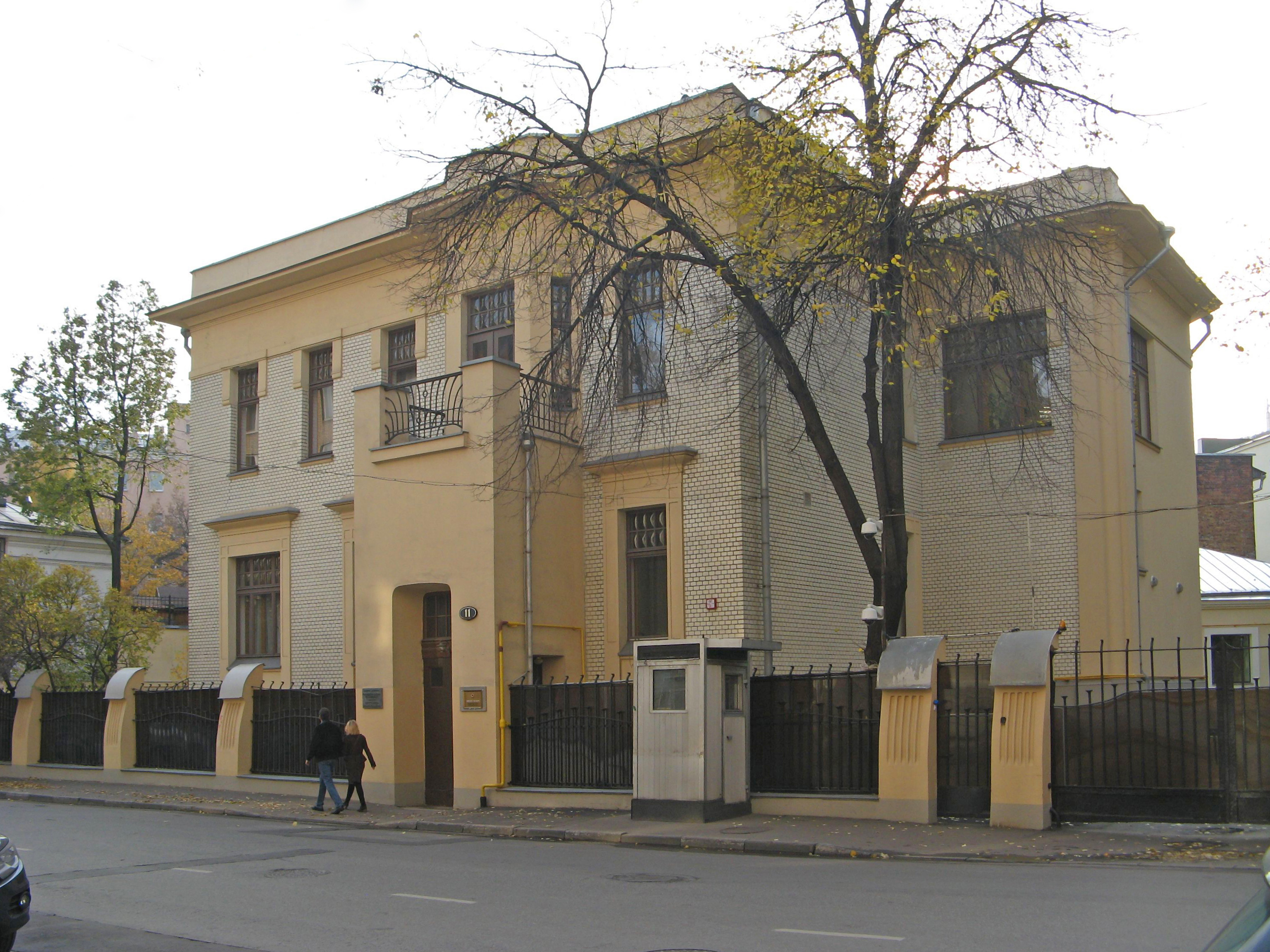
Особняк Беляева: Спиридоновка ул., дом 11, строение 1
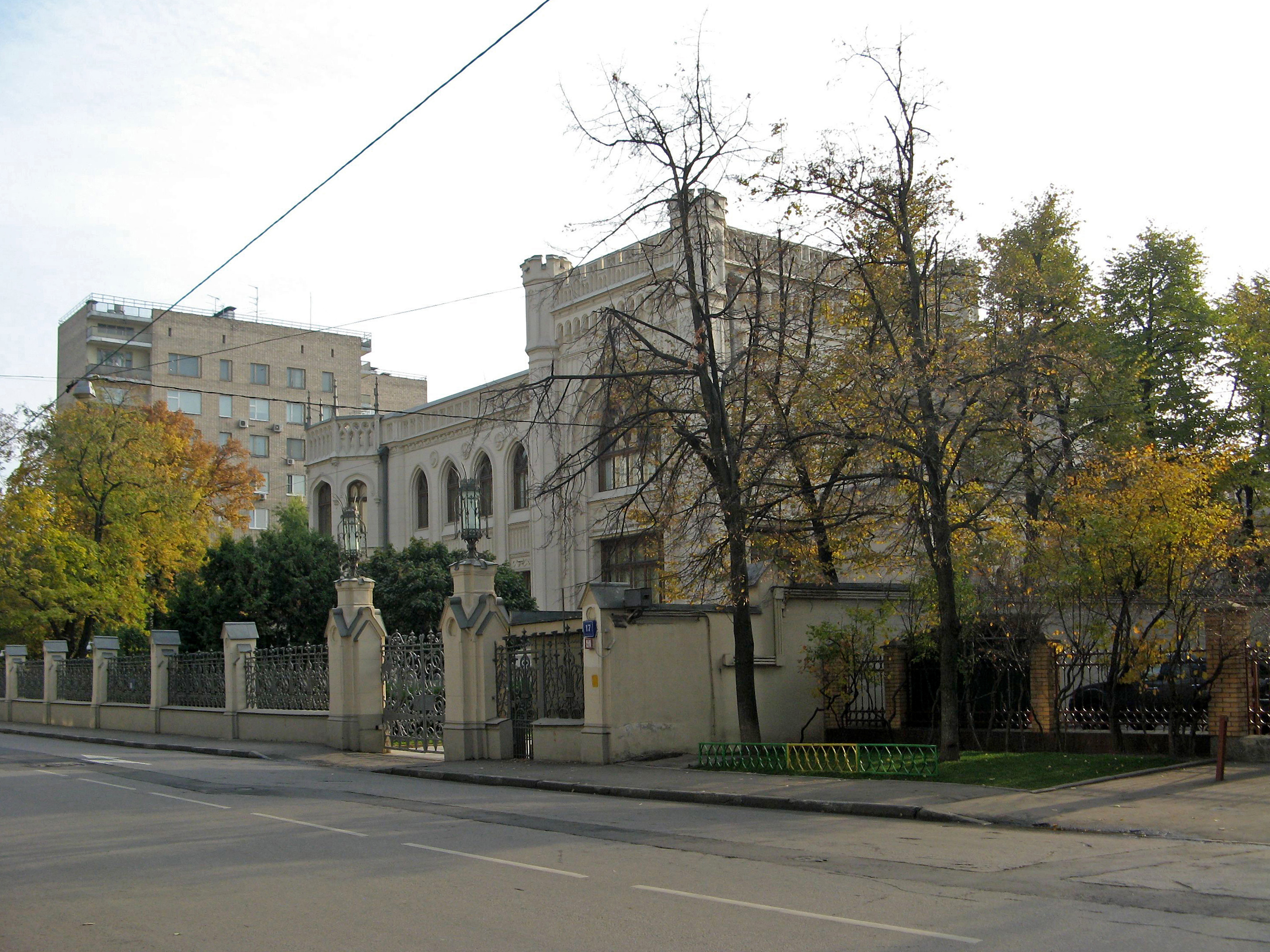
Особняк Морозова: Спиридоновка ул., дом 17, строение 1

## Памятники
- В 1962 году по адресу Спиридоновка 28 был установлен памятник кубинскому поэту Хосе Марти[59].
- В 1993-м в сквере перед домом № 8 — памятник Александру Блоку (скульптор Олег Комов, архитектор В. В. Красильников)[60].

## В литературе
Улица упоминается в романе Михаила Булгакова «Мастер и Маргарита»:
Тройка мигом проскочила по переулку и оказалась на Спиридоновке. Сколько Иван не прибавлял шагу, расстояние между преследуемыми и им ничуть не сокращалось. И не успел поэт опомниться, как после тихой Спиридоновки очутился у Никитских ворот, где положение его ухудшилось.

## Спиридоновка в кино
Во дворе дома № 34 на Спиридоновке снимались заключительные кадры фильма «Вам и не снилось...» режиссёра Ильи Фрэза: главные герои, сидящие в снегу после падения Романа с третьего этажа, и маленькие дети, со вниманием смотрящие на них.